# Loggia di Traù
La Loggia di Traù (Gradska loža in croato) è uno dei più antichi ed importanti edifici storici della città croata di Traù.

## Storia
Il primo documento che cita la Loggia di Traù risale al XIII secolo. Fu costruita per i raduni pubblici dei cittadini traurini, che avvenivano in giorni particolari e per i più svariati motivi, tra cui la lettura pubblica di leggi comunali, la firma di contratti pubblici, nonché la lettura di annunci pubblici e di sentenze di processi pubblici. Nel 1471 la loggia fu ristrutturata da Niccolò di Giovanni Fiorentino, che restaurò anche il vicino palazzo di giustizia, sul cui muro orientale fece collocare tre nicchie aventi al loro interno un Leone di San Marco, san Lorenzo e san Giovanni da Traù, entrambi santi patroni di Traù. Questo trittico scultoreo fu un tributo alla Repubblica di Venezia. Lo storico leone marciano, come già accennato, fu distrutto da un attentato dinamitardo perpetrato dal Sokol nel 1932. Lungo il suo muro meridionale è stato scolpito un cavaliere rappresentate Petar Berislavić, Bano di Croazia dal 1513 al 1520, realizzato dallo scultore Ivan Meštrović. La Loggia fu restaurata nel 1892.

## Descrizione
La loggia è situata nella piazza centrale della cittadina dalmata, di fronte alla monumentale cattedrale, è costituito da un porticato sorretto da sei colonne con capitelli romani. Sulla parete di fondo spiccano i rilievi della Giustizia, del bano Berislavić e di San Lorenzo e San Giovanni di Traù, opera di Niccolò Fiorentino e Andrea Alessi.
Sulla sinistra dell'edificio si staglia la torre dell'orologio, costruita nel 1447 sulla limitrofa cappella di San Sebastiano.